# Aristolochia chlamydophylla
Aristolochia chlamydophylla là một loài thực vật có hoa trong họ Aristolochiaceae. Loài này được C.Y.Wu mô tả khoa học đầu tiên năm 1981.